# Гисадо Вальдес, Хосе Рамон
Хосе Рамон Гисадо Вальдес (исп. José Ramón Guizado Valdés; 13 августа 1899 — 2 ноября 1965, Майами, штат Флорида, США) — панамский государственный деятель, президент Панамы (1955).

## Биография
Родился в семье командующего пожарным департаментом.
В августе 1915 г. он был отправлен родителями в США для изучения английского языка, в 1920 г. окончил Университет Вандербильта по специальности «инженер-строитель».
Вернувшись в Панаму, до 1935 г. работал в Центральном дорожном совете на должностях инженера, главного инженера.
- 1949—1950 гг. — второй вице-президент Панамы,
- 1950—1951 гг. — посол в Мексике,
- 1951 г. — избран президентом Подлинной революционной партии,
- 1952—1955 гг. — первый вице-президент Панамы, министр иностранных дел.

После убийства в 1 января 1955 президента Хосе Ремона вступил в должность главы государства. Десять дней спустя адвокат Рубен Миро Гуардиа признался в том, что является организатором убийства, и обвинил уже нового президента Хосе Гисадо в соучастии и заказе преступления. Несмотря на отсутствие доказательств правдивости этих обвинений, Национальное собрание уволило Гисадо с поста, он был арестован. Миро Гуардиа отказался от своего первоначального заявления в ходе суда и заявил, что действовал под угрозами, но ни одна из политических сил Панамы не была заинтересована в реабилитации фигуры Гисадо. Вскоре он был приговорён Национальной Ассамблеей Панамы к семи годам тюремного заключения. В 1957 он был признан невиновным и освобожден, после чего эмигрировал в США.